# Pian di Scò
Pian di Scò is een dorp en voormalige gemeente in de Italiaanse provincie Arezzo (regio Toscane). Het telde in 2004 5631 inwoners. Per 1 januari 2014 het onderdeel van de gemeente Castelfranco Piandiscò.

## Geografie
Pian di Scò ligt op ongeveer 349 m boven zeeniveau.

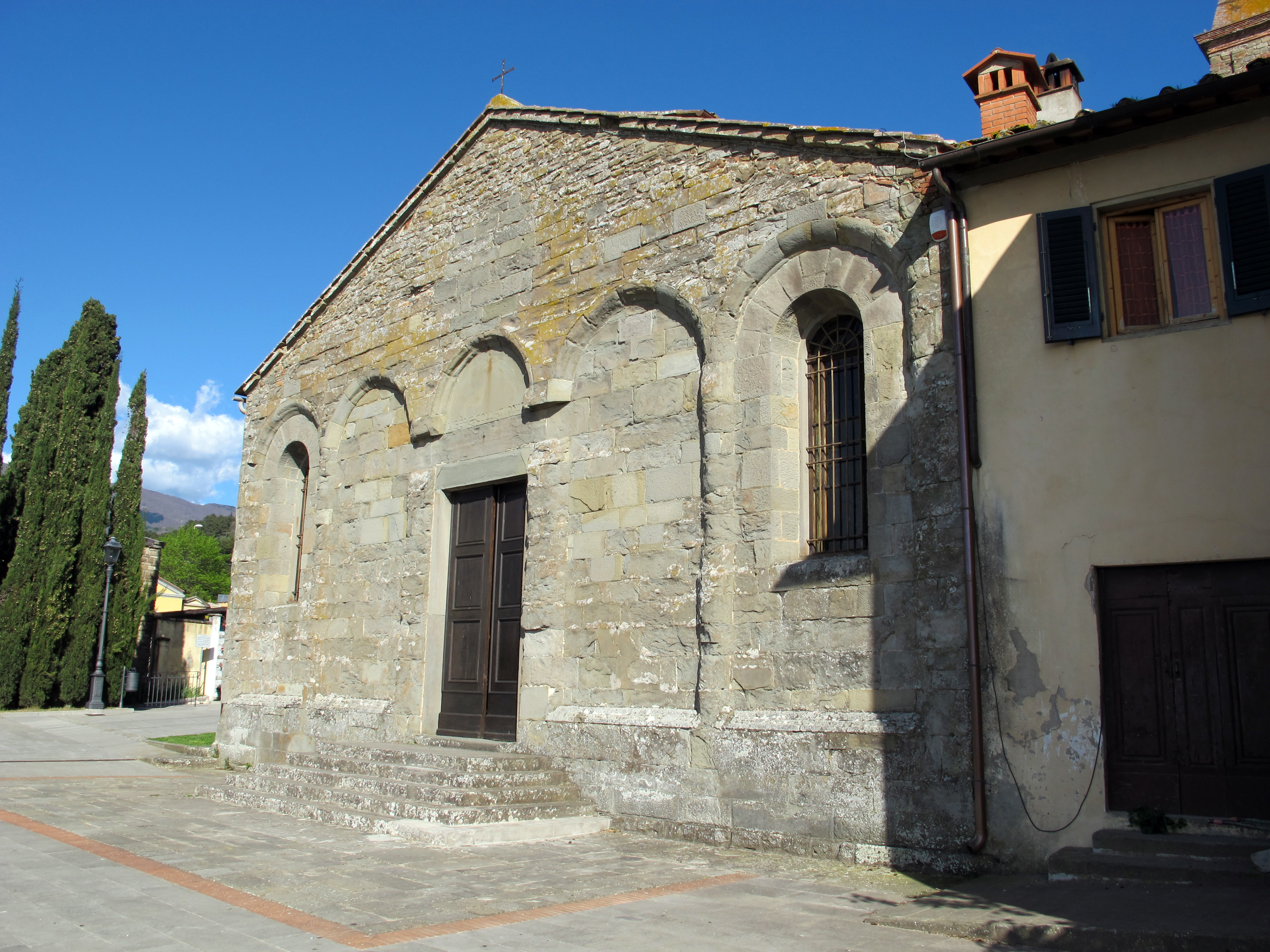
Kerk van Santa Mari a Scò
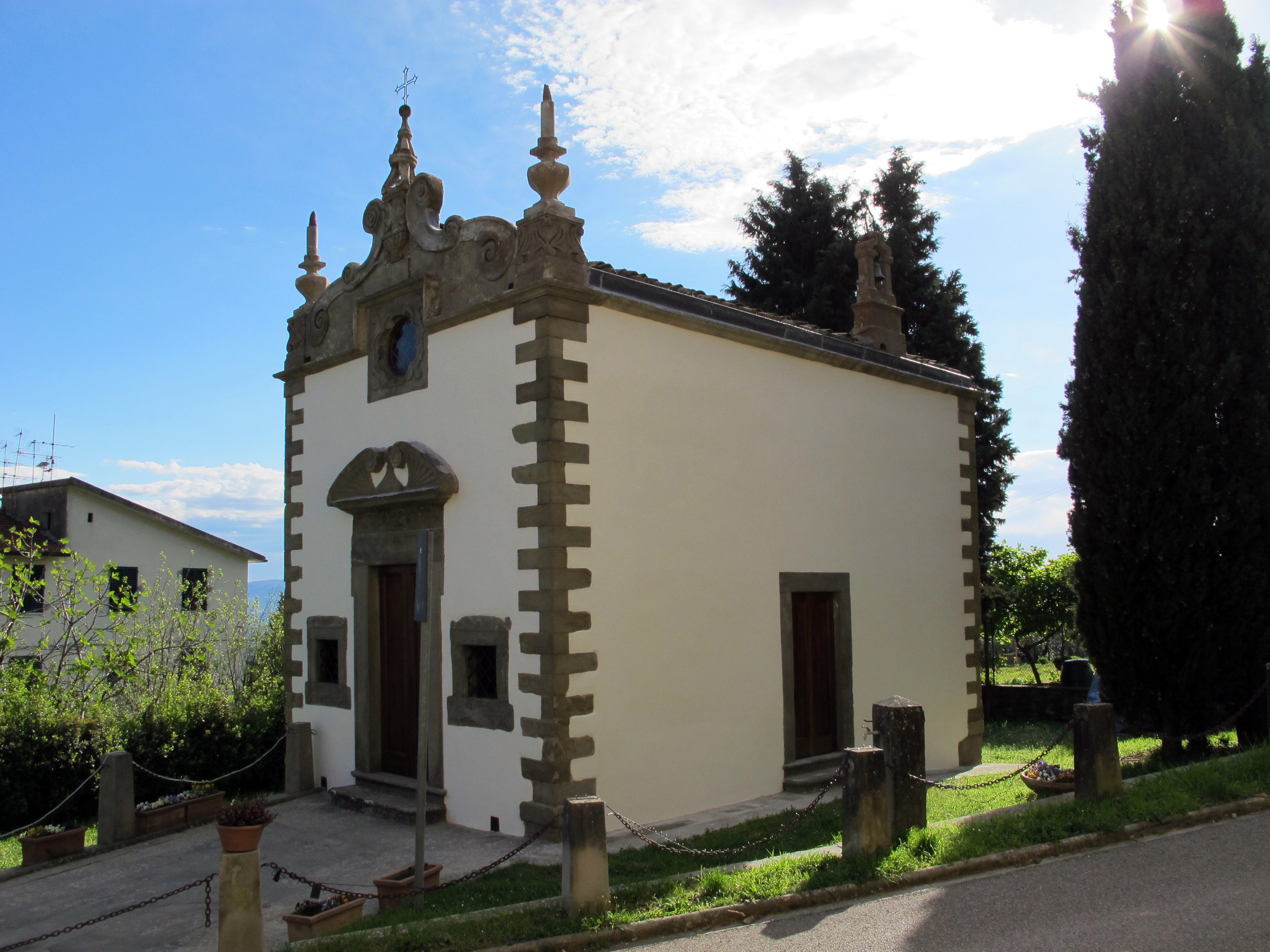
Kerk van de onbevlekte ontvangenis in Casa Biondo
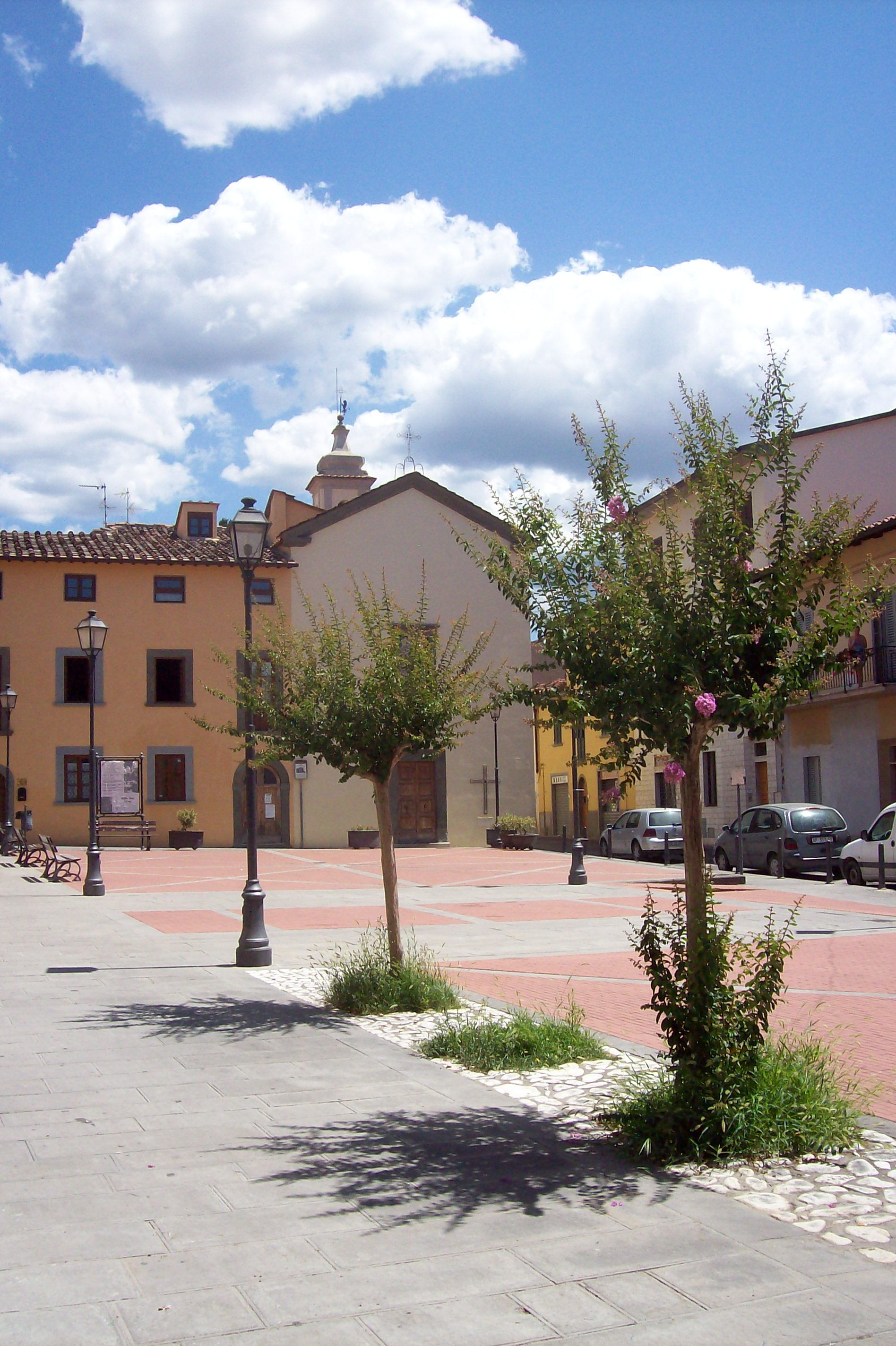
Piazza Matteotti, Faella

## Geboren
- Bruno Tognaccini (1932-2013), wielrenner